# 大石綱元
大石纲元（日语：／，1532年—1601年2月14日），日本战国时代的武将。武藏国出身。父亲为大石纲资(元兴)。大石吉纲的养子，通称播磨守，別名兼纲。上杉齐定时期的奉行大石纲丰是他的子孙。
猜测为曾任武藏国守护代的大石一族之人。最开始是山内上杉氏家臣。1552年跟随败于后北条氏后逃入越后国追随长尾景虎（上杉谦信）的上杉宪政，成为长尾氏家臣。
御馆之乱时支持上杉景胜一方，会津转封后任保原城代。
与安田能元、岩井信能并称会津三奉行。通晓政务，特别擅长修缮街道和城下町一类的土木建筑工作。